# Красноярское сельское поселение (Крым)
Красноя́рское се́льское поселе́ние (укр. Красноярське сільське поселення, крымскотат. Красноярское кой юрту, Донъузлав кой юрту) — муниципальное образование в составе Черноморского района Республики Крым России.

## География
Поселение расположено я на востоке района, в степном Крыму, у вершины озера Донузлав, у границ с Раздольненским и Сакским районами. Граничит на севере с Кировским, на западе с Краснополянским и на юге с Новоивановским сельскими поселениями.
Площадь поселения 77,31 км².
Основная транспортная магистраль: автодорога 355Н-605 (от шоссе Черноморское — Евпатория) (по украинской классификации — С-0-11704).

## Население
| 2001 | 2014 | 2015 | 2016 | 2017 | 2018 | 2019 |
| ---- | ---- | ---- | ---- | ---- | ---- | ---- |
| 1074 | ↘830 | ↘829 | →829 | ↘814 | ↘800 | ↗810 |
| 2020 | 2021 |      |      |      |      |      |
| ↘808 | ↗834 |      |      |      |      |      |

## Состав сельского поселения
Поселение включает 2 населённых пункта:
| № | Населённый пункт | Тип населённого пункта | Население на 2014 год |
| - | ---------------- | ---------------------- | --------------------- |
| 1 | Красноярское     | село, центр            | ↘626                  |
| 2 | Ленское          | село                   | ↘204                  |

## История
19 июля 1991 года в Крымской АССР УССР в СССР был образован Красноярский сельский совет выделением двух населённых пунктов из состава Новоивановского совета. С 12 февраля 1991 года территория сельсовета в восстановленной Крымской АССР, 26 февраля 1992 года переименованной в Автономную Республику Крым. С 21 марта 2014 года в составе Крыма аннексировано Россией. Законом «Об установлении границ муниципальных образований и статусе муниципальных образований в Республике Крым» от 4 июня 2014 года территория административной единицы была объявлена муниципальным образованием со статусом сельского поселения.